# Przewód najądrza
Przewód najądrza (łac. ductus epididymidis) – w anatomii człowieka silnie pokręcony przewód tworzący płaciki najądrza, zstępujący ku dołowi do końca ogona najądrza, następnie ostro się zaginający i wstępujący ku górze jako nasieniowód. Długość przewodu po rozprostowaniu jego skrętów wynosi około 6 m, natomiast szerokość przy silnym wypełnieniu 0,4–0,6 mm. Światło przewodu wypełniają plemniki, które tu dojrzewają i pozostają do czasu wytrysku.
Przewód od środka wysłany jest nabłonkiem wielorzędowym walcowatym, wyposażonym w nieruchome włoski (stereocylia).